# Смоленское кладбище (Тула)

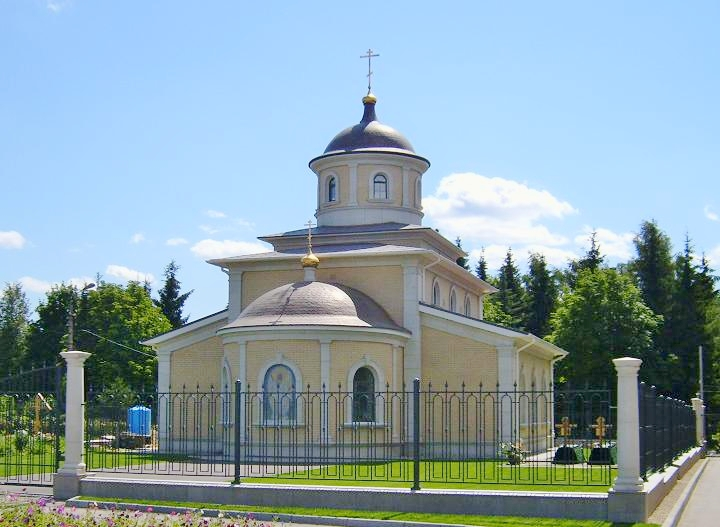
Храм Смоленской иконы Божией Матери

Смоленское кладбище, ранее — Первое городское кладбище, народное наименование Мыльная гора — крупнейшее из действующих кладбищ Тулы площадью 160 га, открытое в 1969 году. Расположено в юго-восточной части города в Центральном округе Тулы по адресу: Новомосковское шоссе, 60. Название кладбище получило в связи с расположением на его территории церкви Смоленской Божьей Матери. На кладбище создана Аллея Славы для захоронения выдающихся личностей Тулы.
С августа по октябрь 1998 года на кладбище орудовал маньяк, убивший пять престарелых женщин. 29 марта 1999 года он был задержан — преступником оказался 26-летний Сергей Цуканов, у которого врачи диагностировали шизофрению в особо опасной форме. Он был освобожден от уголовной ответственности, и отправлен в психиатрический спецстационар с интенсивным наблюдением в Орле.

## Известные люди, похороненные на кладбище
- Макаровец, Николай Александрович (1939—2019) — конструктор оружия
- Макаров, Николай Фёдорович (1914—1988) — конструктор оружия
- Мелешко, Олег Иванович (1917—1989) — Герой Советского Союза
- Тихмянов, Леонид Павлович (1920—1981) — генерал-майор, Герой Советского Союза
- Пчёлкина, Евгения Ивановна (1928—1997) — советская и российская актриса, Народная артистка России
- Стечкин, Игорь Яковлевич (1922—2001) — советский и российский конструктор стрелкового оружия
- Матвеев, Михаил Николаевич (1956—2005) — советский и российский актёр, Заслуженный артист России
- Казаков, Николай Алексеевич (1938—2005) — советский и российский актёр театра и кино, Народный артист РСФСР
- Асфандиярова, Рима Газизовна (1938—2006) — советская и российская театральная актриса, Заслуженная артистка РСФСР (1977).
- Сотничевская, Софья Владимировна (1916—2011) — советская и российская театральная актриса и педагог, Заслуженная артистка РСФСР.